# 武仙座V826
武仙座V826，又名BD+39 3219，HD 161832、SAO 66317、HR 6626，是武仙座的一颗恒星，视星等为6.68，位于銀經64.97，銀緯28.88，其B1900.0坐标为赤經17h 42m 40.3s，赤緯+39° 28.88′ 36″。